# عباس خضر
عباس خضر (بالألمانية: Abbas Khider)‏ (ولد 1973 م) شاعر وروائي عراقي الأصل ألماني الجنسية.

## حياته ونشأته
ولد عباس خضر في بغداد عام 1973، لأبوين أمِّيين يبيعان التمر لكسب لقمة العيش، وله ثمانية أشقاء. غادر العراق عام 1996 بعد قضاء سنتين في سجون صدام حسين، ليعيش حتى عام 1999 منفيا بين أكثر من دولة عربية وإفريقية وأوربية حتى وصوله ألمانيا سنة 2000، حيث درس الأدب والفلسفة في جامعة ميونخ، أصدر رواياته «الهندي المزيف» 2008 و«برتقالات الرئيس» 2011 و«رسالة إلى جمهورية الباذنجان» 2013، التي نالت عدَّة جوائز ومنح أدبية. 
يقيم عباس حاليًّا في برلين.
في سن الرابعة عشرة بدأ خضير في قراءة الكتب الدينية، التي كانت النوع الوحيد في منزله. اكتشف حبَّه للأدب من هذه النصوص الدينية، لأنه غالبًا ما يكون رمزيًا في طبيعته. ساعد هذا في تسهيل قراءته وفهمه للشعر. وجد ملاذًا في القراءة، وفتحت الأبواب لإعادة اكتشاف العالم. من خلال قراءاته، سافر إلى ألمانيا مع فرانز كافكا، وإلى روسيا مع ألكسندر بوشكين، وإلى فرنسا مع شارل بودلير. على الرغم من كونه متعلمًا، لم يكن أي من أشقاء خضير مهتمًا بالأدب، باستثناء شقيقاته والناقد الأدبي، صالح زامل، الذي كان أيضًا زوجًا لإحدى شقيقاته. قضى خضر معظم وقته يقرأ في مكتبة زامل، ومن خلالها اكتشف خضر العديد من الكتاب الجدد الذين التقى بهم لاحقًا شخصيًا. إن حبه للقراءة والإلهام من أعمال المؤلفين المختلفين هو الذي ولّد رغبته في الكتابة.
خلال إقامته في ألمانيا، حصل خضر على المؤهلات اللازمة للقبول في الجامعة. في غضون خمس سنوات، أكمل بنجاح دراسته في ثلاث مؤسسات تعليمية مختلفة: مدرسة عربية، ومدرسة عبر الإنترنت، ومدرسة إعدادية جامعية. ثم التحق في جامعة ميونيخ وجامعة بوتسدام، حيث درس الأدب والفلسفة، تبعا لذلك.

## مسيرته
قبل وصوله إلى ألمانيا، كان خضير يكسب رزقه من الوظائف المؤقتة. بعد حصوله على حق اللجوء في ألمانيا، بدأ مهنته في الكتابة. بالإضافة إلى الدعم المادي والمؤسسي، حصل خضير على جوائز أدبية ومنح دراسية، مما أدى إلى توسيع نطاق جمهوره.
في عام 2014 وبالتعاون مع عدد من الكتاب، نظم خضير ورشة عمل «القاهرة للقصص القصيرة» للكتاب الشباب المتميزين في معهد جوته مصر. من أصل 108 مشاركًا قدموا قصصهم القصيرة، تم اختيار أحد عشر مرشحًا في القائمة المختصرة، وفاز ثلاثة منهم. كان الهدف من ورشة العمل هو مساعدة المرشحين في عملية تطويرهم ككتاب من خلال تزويدهم بالنصائح. في المقابل، سوف يتعرف خضر وغيره من الكتاب الآخرون على تجربة المرشحين ككتاب متأثرين بالثقافة الألمانية والثقافات العربية.
في عام 2017، وهو نفس العام الذي تم ترشيحه لجائزة كاتب بلدة ماينز الأدبية، أكمل خضر مخطوطتين اضافيتين، كان احداهما استكشافا فكاهيا للغة الألمانية، والأخرى رواية.
تستضيف خضير حاليًا عددًا من مشاريع القراءة في الدول الأوروبية وغير الأوروبية. وهو أيضًا يرغب في ترجمة رواياته الألمانية والعمل على نشر المزيد من الكتب.

## اعتقاله
خلال سنوات دراسته الثانوية، انخرط خضر مع أشخاص غير مرخصين، وانخرط في أنشطة سياسية معارضة لنظام صدام حسين، الذي كان دكتاتور العراق في ذلك الوقت. باع كتباً ممنوعة من قبل الحكومة، وأرفق بها منشورات تحتوي على مؤلفاته. ونتيجة لذلك، تم اعتقاله وحكم عليه بالسجن لمدة عامين، أي من عام 1993 إلى عام 1995. في عام 1996، هرب إلى الأردن، وانتقل بعد ذلك إلى عدد من دول البحر الأبيض المتوسط، بما في ذلك مصر وليبيا وتونس وتركيا واليونان وإيطاليا، حيث أقام كلاجئ غير موثق وعاش على وظائف مؤقتة. في عام 2000، تم اعتقاله فور وصوله إلى ألمانيا من قبل ضابط شرطة حرس الحدود البافارية، ووفقًا لقانون اللجوء الألماني الساري في ذلك الوقت، مُنع من مغادرة البلاد.

## كتاباته
استندت معظم كتابات خضير إلى تجارب شخصية وخبرات أولئك الذين واجههم في الحياة. لقد منح اللاجئين في ألمانيا صوتًا أدبيًا، وكان سرد حياة اللاجئ في رواياته أكثر من مجرد تصوير طبيعي. استكشفت رواياته الطبيعة الجندرية لأنظمة السلطة، وديناميكيات الكافكا للبيروقراطية والمفهوم الغامبي عن اللاجئ باعتباره الموضوع السياسي الحيوي النهائي. انعكست أصالة خضير في شكله ومضمونه، وأظهر مفاهيم حماية الذات والمقاومة بنبرة فكاهية. دفع هذا النقاد الألمان إلى وصف خضير بأنه كاتب ملتزم برواية القصص عن المنبوذين.
على سبيل المثال، في روايته الثانية، برتقال الرئيس، يصف خضير السجون في العراق أثناء حكم صدام حسين. أما روايته الثالثة، رسالة إلى جمهورية الباذنجان، فيروي رحلة رسالة حب أرسلها سليم المنفي في ليبيا إلى حبيبته سامية في العراق. استخدم خضر بذكاء كلمة جمهورية الباذنجان للإشارة إلى العراق في وقت كان الباذنجان هو العنصر الغذائي الأكثر انتشارًا في البلاد.

## أعماله

### الروايات
- الهندي المزيف: رواية. دار ناوتيلوس. هامبورغ 2008
- برتقالات الرئيس: رواية. دار ناوتيلوس. هامبورغ 2011
- رسالة إلى جمهورية الباذنجان: رواية. دار ناوتيلوس. هامبورغ 2013
- «صفعة في الوجه»، كارل هانسر فيرلاغ، 2016.
- «قصر البؤساء»، كارل هانسر فيرلاغ، ميونيخ، 2020. قاصدار بل نسخته الثامنة والأخرة، كان علضخدير أن يأخذ قسطًا من الراحة في منتصف الطريق وأن يبعد نفسه عن تأليف هذا الكابحتى يكون يث ر در على مشاهدته من منظور مختلف. خلال فترة الاسترحة، قرر العمل على شيء مخلف، وبدأ في كتابة كتيب «اللغة الألمانية للجميع». على عكس رواته، وضع خضير الكتيب في شكل بسيط للغاية من اللغة الألمانية. وقد أتاح هذا المجال لاستخدام خضر لغة ألمانية أكثر تعقيدًا عند سرد رواته، التي تدور أحداثها هذه المرة في العراق بدلاً من ألمانيا.[5]

### غير الخيالية
- «الألمانية للجميع» كارل هانسر فيرلاغ، ميونيخ، 2020. نتيجة لطلب الجمهور المستمر عليها، جمع خضير العديد من القصص والدروس حول كيفية تطوير نظرة عالمية وروح الدعابة في كتاب. انتقل خضر من معرفة ثلاث كلمات ألمانية فقط (هتلر، شيس ولوفتهانزا) إلى قراءة فلاسفة ألمان، مثل كانط، هيغل وهولدرلين. وفي هجاءه، يجيب عن أسئلة غريبة حول القواعد النحوية للغة الألمانية، مثل سبب لتغيير الصفات لتتناسب مع الاسم، والسبب وراء تعدد حروف الجر الألمانية. يعتبر هذا الكتيب الخطوة الأولى لتغيير العالم، وذلك باستخدام لهجة ساخرة، يجلب اليها نمط جديد من اللغة الألمانية إلى المغتربين، والمهاجرين والألمان أنفسهم.[5][10]

## جوائز

### الجوائز
- جائزة ادلبيرت فون شاميسو، جوائز ترويجية، 2010
- جائزة هيلدا دومين، 2013
- جائزة نيللي زاكس، 2013
- جائزة سبيتشر، 2016
- كاتب بلدة ماينز، 2017
- جائزة أدلبرت فون شاميسو، 2017

### المنح الدراسية
- منحة ألفريد دوبلين، 2009
- منحة عمل من صندوق الأدب الألماني 2010
- منحة عمل من مؤسسة روبرت بوش، 2011
- منحة فيلا أورورا، 2011
- منحة بيت الفنان ايدنكوبين الدراسية، 2013
- منحة ركاب عبر الحدود، 2013
- منحة لندن، 2013
- منحة مجلس الشيوخ في برلين، 2015
- منحة كومبورغ للأدب، 2019
- منحة عمل من صندوق الأدب الألماني 2019

### محاضرات
- حصل على محاضرة شعرية في جامعة كوبلنز ولانداو 2013.
- حضر كمحاضر زائر في جامعة هاينريش هاينه دوسلدورف، 2016.

## المؤلفات (اللغة العربية)
- تدوين لزمن ضائع: شعر. المؤسسة العربية للدراسات والنشر. بيروت 2002.
- ما من وطن للملائكة: شعر. دار الحضارة للنشر. القاهرة 2004.
- الخاكية: نقد. دار الجمل. كولونيا 2005.

## وصلات خارجية
- عباس خضر على موقع مونزينجر (الألمانية)

[http://www.abbaskhider.com